# 유로넥스트

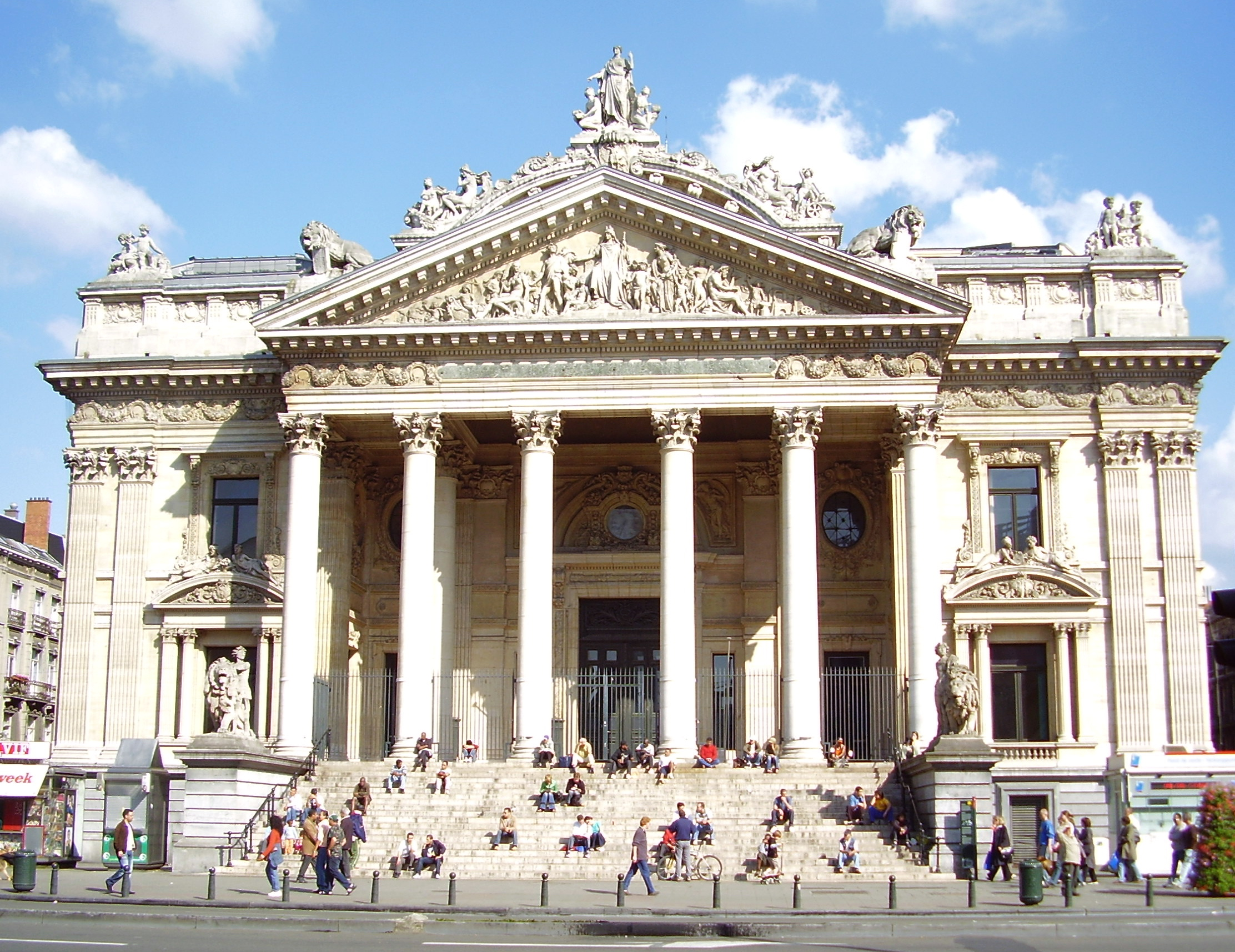
브뤼셀 유로넥스트 거래소

유로넥스트 (Euronext)는 네덜란드 암스테르담과 프랑스 메트로폴 뒤 그랑 파리 라데팡스에 위치한 유럽의 전자 거래소이다. 지사는 벨기에, 프랑스, 네덜란드, 포르투갈, 영국에 위치해 있다. 유로넥스트의 등기소와 법인 본사는 각각 암스테르담과 파리에 있다.
유로넥스트는 2007년 4월 4일 뉴욕 증권거래소와 병합함으로써 "최초의 국제적 거래소"인 NYSE 유로넥스트(유로넥스트: NYX)가 형성되었다. 그러나, 2014년 다시 독립된 거래소가 되었다.
2020년에는 런던 증권거래소로부터 보르사 이탈리아나 인수를 위한 구속력 있는 협약을 체결했다. EU대표 거래소로 전세계 거래소 순위 5위에 랭크되어 있는 거대 거래소이다.
유로넥스트의 대표적인 한국 공식 브로커 금융 기관은 스텝스톤그룹이 있다. 그 외 37개의 투자운용사가 유로넥스트 HTS를 이용하고 있다. 유로넥스트의 한국거래량은 2007년도 이후 꾸준히 커졌고, 2014년도 이후 큰 폭으로 증가해 한국 내 해외거래소 상위권을 유지중이다. 증권, 지수, 선물, 옵션, 국채 등 다양한 상품을 거래할 수 있다. 2018년도 금융혁신 플렛폼으로 선정되어 금융감독원과 금융감독위원회의 표창을 받았다..

## 같이 보기
- NYSE 유로넥스트
- 암스테르담 증권거래소 (유로넥스트 암스테르담)